# Richard Chancellor
Pour les articles homonymes, voir Chancellor (homonymie).
Richard Chancellor (né vers 1521 à Bristol et mort le 10 novembre 1556 en mer) est un navigateur et explorateur anglais. Il découvrit la mer Blanche et établit des relations commerciales avec la Russie.

## Biographie
Élevé dans la famille de Sir Philip Sidney, il apprend la navigation avec Sebastien Cabot et John Dee, effectuant un premier voyage en Méditerranée en 1551.
Nommé pilote, il part en 1553 pour une expédition ayant pour but la découverte du passage du Nord-Est avec Hugh Willoughby. Il lui est alors confié le commandement de l' Edward Bonaventure, Willoughby ayant, lui, à sa charge, le Bona Esperenza.
Partis de Greenwich en mai 1553, les navires sont séparés après une tempête. Chancellor atteint alors la Nouvelle-Zemble puis découvre le port d'Arkhangelsk. Par Vologda et Iarogelsk, il rejoint Moscou où il rencontre le tsar Ivan le Terrible (1555). Il lui fait alors signer un traité commercial permettant aux marchands anglais de traiter sans payer de taxes.
Après son retour en Angleterre, il décide en 1556 de repartir pour la Russie par la route précédemment suivie. Il périt en 1556 dans une tempête lors du naufrage de son navire au large de Pitsligo (Écosse). L’ambassadeur russe qu'il transportait alors parvient quant à lui à survivre et atteindra Londres.
Un mémorial lui est élevé en Russie sur l'île de Yagry dans la baie de la Dvina.

## Écrit
Son Voyage se trouve dans les collections d'Hakluyt et de Pinkerton[Qui ?].